# عامر مشرف
عامر مشرف (1 يوليو 1975 الرمادي- ) هو لاعب كرة قدم عراقي معتزل.

## السيرة
ولد بتاريخ 1 يوليو 1975 في مدينة الرمادي غرب العراق. برز عامر في تسعينيات القرن الماضي، مثل أبرز الأندية البغدادية واستدعي الى المنتخبات الوطنية بكل فئاتها، وشارك معها في البطولات الخارجية، أعتزل كرة القدم عام 2013. اكتشفت إبراهيم علي، موهبة اللاعب عامر مشرف في نادي الكرخ ومنه أنتقل الى نادي الرمادي الذي لعب له تسعة مواسم متتالية وانتقل بعدها للعب في نادي الشرطة وأشرف على تدريبه في نادي الشرطة كل من باسم قاسم وأحمد راضي.لعب عامر مشرف في أندية الكرخ والرمادي والجيش والطلبة وبيرس. أقيمت لهُ مباراة اعتزال كان طرفاها الشرطة والزوراء .

## مشاركات اللاعب عامر مشرف طيلة مسيرته الكروية
```
[
3
]
```

1. لعب لمنتخب الناشئين عام 1990 .
2. لعب لمنتخب الشباب في تصفيات كأس العالم التي جرت في إندونيسيا وأحرز لقب الهداف إضافة الى لقب أحسن لاعب .
3. لعب للمنتخب الاولمبي في تصفيات دورة اطلنطا الاولمبية 1996 في الدوحة وفي التصفيات النهائية في ماليزيا .
4. ثاني هدافي الدوري العراقي موسم 1995-1996 .
5. لعب للمنتخب الوطني عام 1996.
6. مثل نادي الكرخ موسم 1993.
7. مثل نادي الرمادي موسم 1994-1996.
8. مثل المنتخب الاولمبي في بطولة (جواهر لال نهرو) عام 1995 واحرز المركز الاول.
9. مثل المنتخب الاولمبي في بطولة مرديكا عام 1996 واحرز المركز الاول.
10. هداف شباب اسيا في إندونيسيا عام 1994.
11. مثل نادي الطلبة موسم 1998-1999 وفي نهائيات بطولة اندية اسيا عام 1999.
12. لعب لنادي الطلبة موسم 1999-2000.
13. لعب للمنتخب الوطني 1999-2000.
14. لعب لنادي الشرطة موسم 2000-2001.
15. احترف في دولة الإمارات العربية المتحدة في نادي دبي الفجيرة موسم 1999-2000.
16. مثل المنتخب الوطني في تصفيات كأس العالم 2000 في بغداد وكازاخستان.[4]
17. مثل المنتخب الوطني الحائز على لقب بطولة غرب اسيا التي جرت في سوريا عام 2002.